# Kosti
Kosti (anche chiamata Kusti) è una delle principali città del Sudan, si trova a sud di 
Khartum ed è situata sulla sponda ovest del Nilo Bianco, dove si trova anche un ponte. La città è anche dotata di una stazione ferroviaria.
Lo zuccherificio di Kenana si trova a est della città.

## Bibliografia

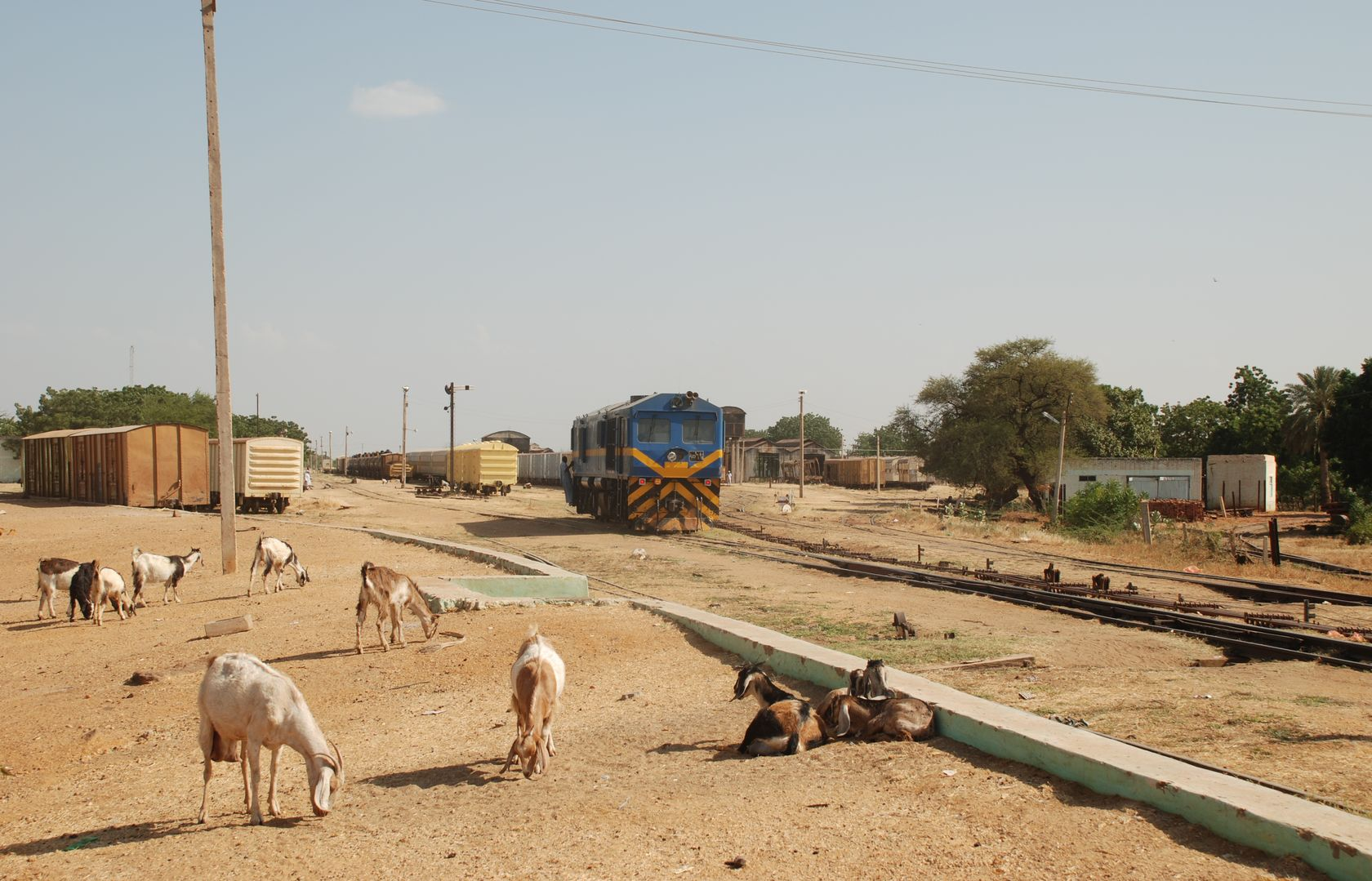
Stazione ferroviaria

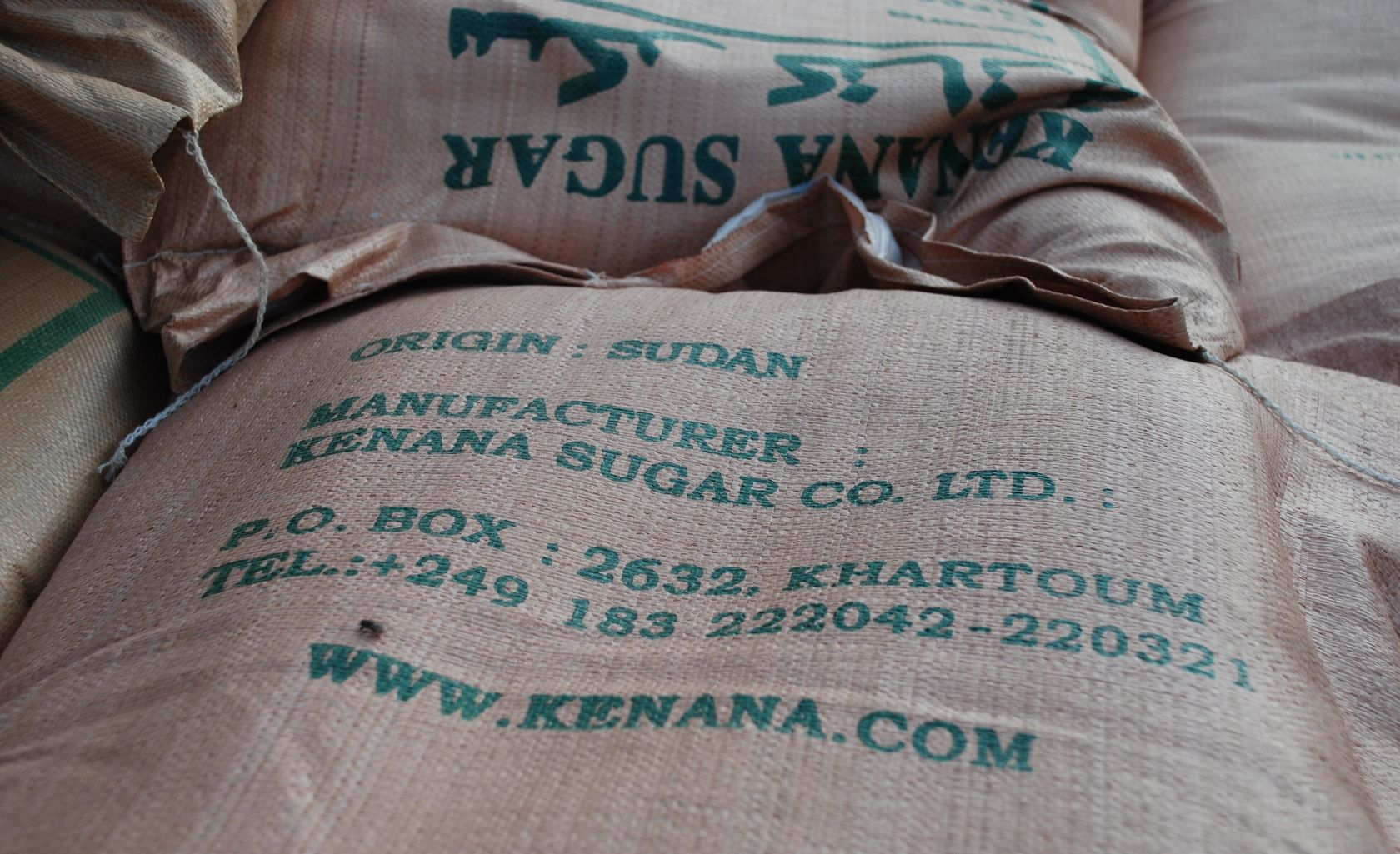
La raffineria per la produzione di zucchero di Kenana